# N739 (België)
De N739 is een Belgische gewestweg tussen Kuringen (N2) en Stevoort (N754). De route heeft een lengte van ongeveer 5 kilometer en bestaat uit twee rijstroken in beide rijrichtingen samen.

## N739a
De N739a is een verbindingsweg in Stevoort tussen de N739 en N754. De route heeft een lengte van ongeveer 180 meter en gaat over het Sint-Maartenplein.